# Agrias cyanemaculata
Agrias cyanemaculata är en fjärilsart som beskrevs av Straszewicz 1938. Agrias cyanemaculata ingår i släktet Agrias och familjen praktfjärilar. Inga underarter finns listade i Catalogue of Life.